# A kisfiú és a pingvin
A kisfiú és a pingvin (eredeti cím: Lost and Found) 2008-ban bemutatott animációs rövidfilm. A filmet Philip Hunt rendezte, a forgatókönyvet pedig Oliver Jeffers írta. A film narrátora Jim Broadbent, magyarul pedig Csankó Zoltán volt.

## Cselekmény
Váratlanul felbukkan egy pingvin az egyik álmos tengerparti kisvárosban, és az egyik kisfiúhoz verődik. De a kisfiú nem nagyon tud mit kezdeni az állattal, ezért mindenáron szabadulna tőle. De nem jár sikerrel a talált tárgyak osztályán, ezért elmegy a könyvtárba, hogy többet megtudjon a pingvinekről. Ezután a szobájában nekilát egy csónak építésének, majd pedig elindul a pingvinnel a Déli sarkra, ahol a tervei szerint majd végleg megszabadul az állattól. Azonban az oda vezető úton szoros kötelék alakul ki köztük, ezért nehézzé válik az elválás.